# Région de Burnett Nord
La région de Burnett Nord (en anglais : North Burnett Region) est une zone d'administration locale située dans le Queensland en Australie, dont le siège est Gayndah.

## Géographie
La région s'étend sur 19 708 km2 dans la Wide Bay-Burnett au sud-est du Queensland.
Elle abrite les localités de Biggenden, Eidsvold, Gayndah, Monto, Mount Perry et Mundubbera ainsi que les villages  et communautés d'Abercorn, Ban Ban Springs, Binjour, Byrnestown, Ceratodus, Coalstoun Lakes, Dallarnil, Degilbo, Gooroolba, Humphery, Ideraway, Kalpowar, Moonford, Mulgildie et Mungungo.

## Histoire
La région est créée le 15 mars 2008 par la fusion des comtés de Biggenden, Eidsvold, Gayndah, Monto, Mundubbera et Perry (en).

## Démographie
| 2011   | 2016   | 2021   |
| ------ | ------ | ------ |
| 10 143 | 10 478 | 10 068 |

## Politique et administration
Le conseil comprend le maire et six autres membres, élus pour un mandat de quatre ans. Les dernières élections ont eu lieu le 28 mars 2020.

### Liste des maires
| Période        | Période  | Identité               | Étiquette | Qualité        |
| -------------- | -------- | ---------------------- | --------- | -------------- |
| 2008           | 2012     | Joy Jensen             |           |                |
| 2012           | 2016     | Don Waugh              |           |                |
| 2016           | 2021     | Rachel Louise Chambers |           | démissionnaire |
| 2 février 2022 | en cours | Les Hotz               |           |                |

La zone est rattachée aux circonscriptions de Flynn et Hinkler pour les élections fédérales et à celle de Callide pour les élections à l'Assemblée législative du Queensland.